# 金元烺
金元烺，中國浙江省嘉善人，是一名清朝政治人物。
金元烺曾于1900年接替尹佑汤任宝山县知县一职，1902年由王得庚接任。